# Новокавказский (Александровский район)
Новокавка́зский — посёлок в составе Александровского района (муниципального округа) Ставропольского края России.

## Варианты названия
- Ново-Кавказский,
- Ново-Кавказский (Кавказский),
- Новокавкасский[3].

## География
Находится в юго-восточной части Александровского района, в пределах Ставропольской возвышенности, на высоте 304 м над уровнем моря. Со всех сторон окружён землями сельскохозяйственного назначения. По территории посёлка проходят участок реки Мокрая Сабля с Саблинским водохранилищем и Саблинский канал (распределитель).
Протяжённость границ Новокавказского — 2,4 км с севера на юг и 2,7 км с запада на восток. Расстояние до краевого центра — 104 км, до районного центра — 20 км. Ближайший населённый пункт — хутор Петровка, расположенный в 2,3 км.

## История
Посёлок образован в 1962 году на базе племенного конезавода (до 1967 года — Первый Ставропольский ордена Трудового Красного Знамени конный завод № 170), центральная усадьба которого на тот момент располагалась в хуторе Средний. Как отмечает ставропольский краевед П. Г. Захаров, необходимость создания нового населённого пункта возникла из-за удалённости усадьбы от центральных дорог автомобильного сообщения, что создавало определённые трудности в деятельности предприятия. Новокавказский был построен в степи, в 7 км от хутора Кавказский (упразднён в 1981 году), где находилось ещё одно производственное подразделение конезавода № 170.
В 1964 году в Новокавказский прибыли на постоянное место жительства семьи рабочих и служащих завода. В 1965-м сюда перенесли центральную усадьбу предприятия, затем построили конюшни, крытый манеж для проведения испытаний лошадей в конно-спортивных соревнованиях. Здесь же разместился исполнительный комитет Новокавказского сельского Совета народных депутатов (в 1930-е годы — исполком Ставропольского поселкового Совета депутатов посёлка Ставропольского военно-конного завода).
В середине 1960-х годов в населённом пункте насчитывалось несколько десятков жилых домов (в том числе многоквартирных), действовали детский сад-ясли на 50 мест, коровник и 2 овчарни (каждая на 800 овец). Из хутора Кавказский на центральную усадьбу был проведён водопровод.
На 1 марта 1966 года хутор Новокавказский являлся центром сельсовета Конезавода № 170, в состав территории которого входили 18 хуторов: Верхний, Дом Чабана, Кавказский, Конный, Крученый, Ледохович, Новая Деревня, Новокавказский, Петровка, Пятый Колодец, Репьевая 1-я, Репьевая 2-я, Светлокумка, Средний, Сухая Сабля, Танюхина 1-я, Танюхина 2-я и Чонгарец:7.
На 1 января 1983 года Новокавказский — центр одноимённого сельсовета, включавшего 8 населённых пунктов: посёлок Малостепновский и хутора Конный, Красный Чонгарец, Ледохович, Новокавказский, Петровка, Репьевая, Средний:9.
18 февраля 1992 года Малый Совет Ставропольского краевого Совета народных депутатов решил: «Образовать в Александровском районе Средненский сельсовет с центром в хуторе Средний. Включить в состав Средненского сельсовета хутора Средний, Конный, Красный Чонгарец, Ледохович, выделенные из состава Новокавказского сельсовета Александровского района».
С 2004 по 2020 год посёлок был административным центром упразднённого Новокавказского сельсовета.

## Население
| 1989 | 2002  | 2010  | 2014  | 2021  | 2023  |
| ---- | ----- | ----- | ----- | ----- | ----- |
| 1252 | ↗1432 | ↗1535 | ↘1500 | ↘1466 | ↘1461 |

По результатам Всероссийской переписи 2010 года в посёлке значилось 1535 человек, из них 707 мужчин (46,1 %) и 828 женщин (53,9 %).
На 1 января 2017 года, согласно сведениям районной администрации, численность населения составила 1380 человек.
Национальный состав
По данным переписи 2002 года в национальной структуре населения преобладают русские (93 %)

## Социальная инфраструктура
Жилая застройка в Новокавказском представлена индивидуальными домами с земельными участками для ведения личного подсобного хозяйства, а также многоквартирными домами. Жилищный фонд оборудован водопроводом, отоплением, водоотведением, ванными (душем), газом. Вода в уличную водопроводную сеть поступает из Саблинского распределителя. Горячего водоснабжения нет. Централизованная уличная канализационная сеть отсутствует. Электроснабжение осуществляется от энергосистемы Ставропольского края.
На территории посёлка находятся: администрация Новокавказского сельсовета; сельскохозяйственные предприятия; предприятия социально-бытовой сферы, включая врачебную амбулаторию, образовательные учреждения, учреждения культуры, отделение Сбербанка России № 1861/9, отделение Почты России (индекс 356321) и другие предприятия и организации.
К югу от Новокавказского, на расстоянии 1,8 км, расположено общественное открытое кладбище общей площадью 18 750 м².

## Транспортная инфраструктура
Улично-дорожная сеть Новокавказского включает в себя 10 улиц и 1 переулок, по которым проложены автомобильные дороги общего пользования местного значения. В границах посёлка проходят региональная автодорога М-29 «Кавказ» — Средний — Новокавказский и федеральная трасса Р262 (Ставрополь (от а/д Р-216) — Прохладный — Моздок — Кизляр — Крайновка), соединяющая Новокавказский с районным центром.
Транспортное сообщение только автомобильное. Ближайшие аэропорт и железнодорожная станция находятся в городе Минеральные Воды. Ближайших водных портов нет.
Автотранспортные предприятия, автовокзалы и автостанции на территории посёлка отсутствуют. Перевозка пассажиров в сторону Кавказских Минеральных Вод, городов Ставрополь и Будённовск обеспечивается через районный центр (в основном частными маршрутными такси, а также за счёт проходящего пассажирского транспорта из других городов и районов края). Регулярные внутрирайонные пассажирские перевозки выполняются по маршруту № 106 («с. Александровское — х. Средний»), обслуживаемому автобусом малого класса, который производит промежуточные остановки в Новокавказском и хуторах Петровка, Ледохович, Конный.

## Связь и телекоммуникации
Население посёлка пользуется услугами сотовой связи (2G, 3G), предоставляемыми операторами «Билайн», «МегаФон», «МТС», «Yota», а также услугами телефонной связи и широкополосного доступа в Интернет, оказываемыми Ставропольским филиалом ПАО «Ростелеком».

## Образование, культура, здравоохранение
Услуги в сфере дошкольного воспитания и общего образования предоставляют детский сад № 23 «Ёлочка» (в 2017 году количество детей составило 58 человек) и средняя общеобразовательная школа № 9 (в 2017 году обучалось 194 учащихся). Открыта 10 сентября 1965 года
Центрами организации культуры и досуга населения посёлка являются Дом культуры (среднее посещение в месяц — 1000 человек), входящий в состав Межпоселенческого социально-культурного объединения «Досуг», и библиотека-филиал № 11 Александровской межпоселенческой центральной районной библиотеки (открыта 22 октября 1966 года).
Услуги в области здравоохранения оказывает врачебная амбулатория, в которой работают 1 врач, 3 медицинских сестры, акушерка, фельдшер, водитель.

## Производство, торговля, бытовые услуги
На территории Новокавказского находятся два крупных сельскохозяйственных предприятия — ООО ПКЗ «Ставропольский» (производство продукции растениеводства и животноводства) и ООО «Ставропольский конный завод № 170» (разведение племенных лошадей терской, ахалтекинской, чистокровной верховой, арабской пород; производство продукции растениеводства и др.), образованные на базе ликвидированного в 2012 году СПКА ПКЗ «Ставропольский». Организован Ставропольский ордена Трудового Красного Знамени конный завод в 1921 году на базе овцеводческого имения купцов Карпушипых. До 1953 года племзавод был военным конным заводом, который выращивал лошадей для кавалерии. Назывался военконзавод им. Будённого № 170, Ставропольский военконзавод.
В посёлке функционирует ряд крестьянско-фермерских хозяйств. Предприятия, перерабатывающие сельскохозяйственную продукцию, а также крупные организации, осуществляющие промышленную деятельность, отсутствуют.
Торговая сеть включает 8 предприятий торговли, 1 торговую площадку на 35 мест. Имеется 1 столовая. К 2017 году получили распространение такие виды бытовых услуг, как доставка и установка спутниковых антенн; реставрация, ремонт и изготовление мягкой мебели; установка пластиковых окон и др. При этом, по данным администрации сельсовета, обеспеченность бытовыми услугами населения оставалась низкой из-за недостаточного развития инфраструктуры.

## Религия
Жители Новокавказского, исповедующие православие, собираются для совместной молитвы в молитвенной комнате в честь Святого Духа, которая устроена в двух помещениях бывшего детского сада, выделенных администрацией сельсовета. По состоянию на 2013 год прихожан молитвенной комнаты окормлял иерей Алексий Егоров.

## Объекты культурного наследия
В 1960 году в центре посёлка воздвигнут обелиск в память о воинах-односельчанах, погибших в 1941—1945 гг. Представляет собой каменную пирамиду с красной пятиконечной звездой, установленную на ступенчатом пьедестале, к которой прикреплены памятные плиты с высеченными на них именами и фамилиями жителей посёлка (51 человек), павших на фронтах Великой Отечественной войны. У подножия горит Вечный огонь.  261710893810005